# Аннаба
Анна́ба (араб. عنابة‎, ‘Annābà «Место, где растёт зизи́фус»; бербер. Aânavaen), в 1830—1963 годах ранее известный также как Бо́н, Бо́на (фр. Bône) — крупнейший город северо-восточного Алжира, административный центр одноимённого вилайета, крупный порт на побережье Бонского залива Средиземного моря. Расположен в 152 км к северо-востоку от города Константины и в 80 км к западу от границы с Тунисом. По данным на 2008 год население города составляет 257 359 человек.

## История

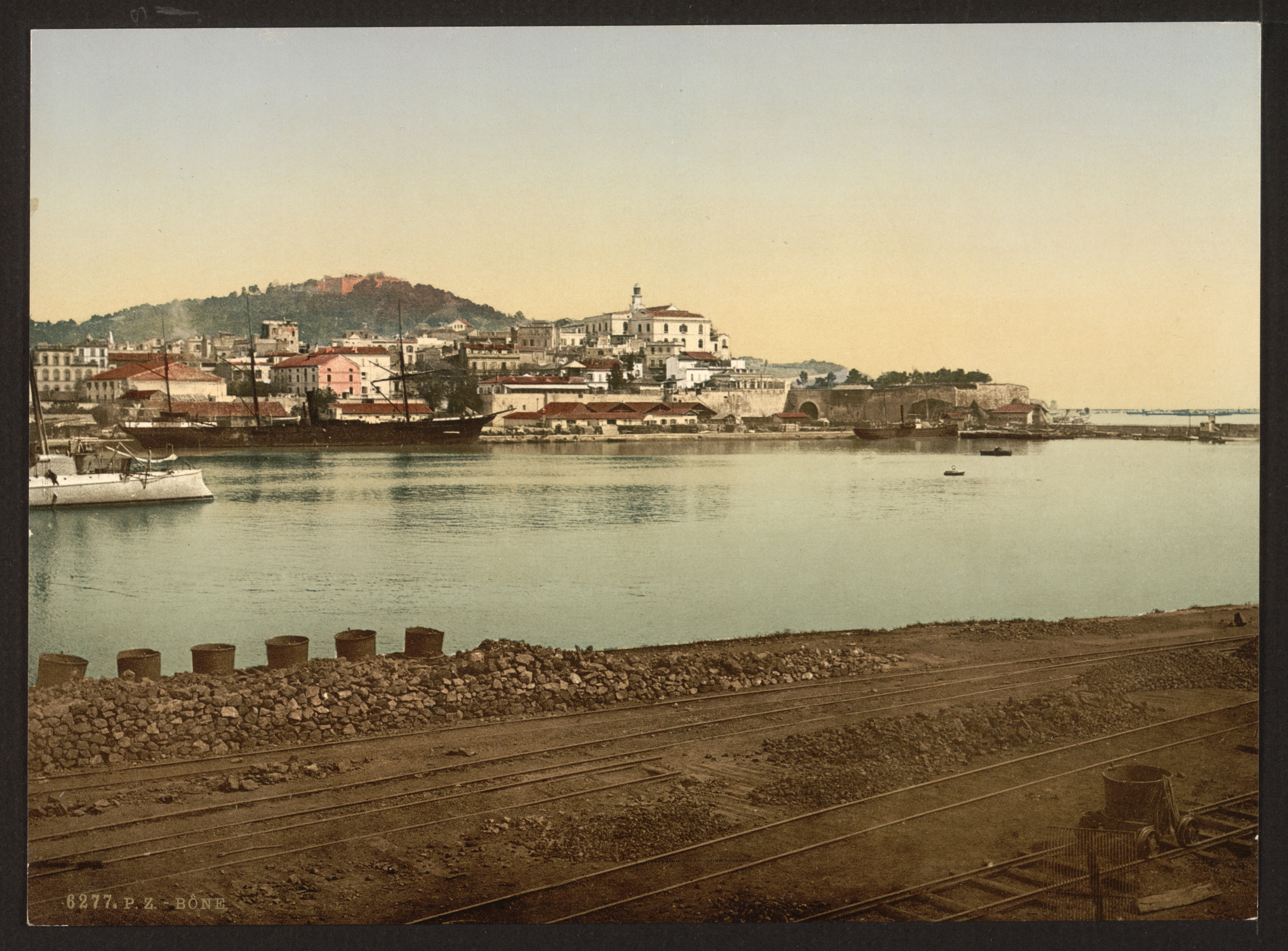
Бона, Алжир, 1899 год.

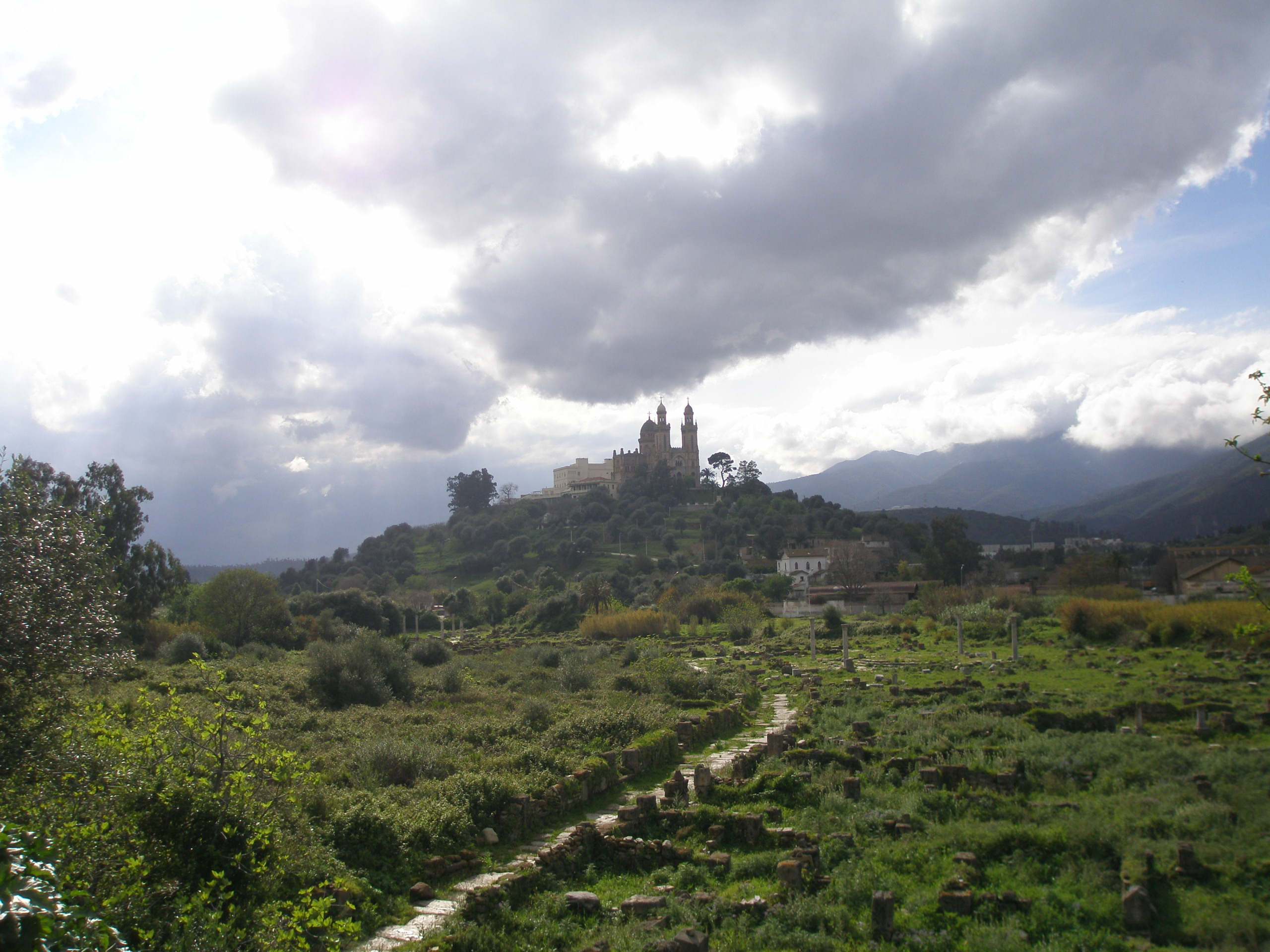
Древний Гиппон, современная Аннаба.

В районе Аннабы есть свидетельства очень раннего заселения людьми Айн-эль-Ханеха, недалеко от Саиды (около 200 000 лет до н. э.), включая артефакты, свидетельствующие о превосходном мастерстве изготовления местными людьми различных инструментов. Согласно некоторым источникам, доисторический Алжир был местом наиболее продвинутого развития техники чешуйчатых орудий в среднем раннем каменном веке (средний палеолит).
Финикийцы поселились на месте Аннабы в XII веке до нашей эры. Гиппон-Регий был центром раннего западного христианства, и он был местом проведения многих христианских соборов, один из которых был ключевым местом для распространения книг Нового Завета. Аврелий Августин был епископом здесь с 396 года до своей смерти в 430 году нашей эры. Город сильно пострадал при захвате его в V веке вандалами. Вандалы правили городом примерно сто лет до 534 года. Гелимер, король вандалов и аланов с 530 по 534 год нашей эры, столкнувшись с голодом у своего войска и поняв, что у него нет шансов вернуть своё королевство, сдался Флавию Велизарию, полководцу Восточной Римской империи в правление Юстиниана I, в Гиппоне. Ромеи затем правили Гиппоном до мусульманского завоевания Магриба в 699 году, когда город был разрушен арабами, началась интенсивная исламизация местного населения. Позже Аббасиды, Аглабиды и Фатимиды правили Боной до прихода Зиридов. Они перенесли город на своё нынешнее место после наводнения и разрушений племенем Бану Хиляля, произошедших в 1033 году во время правления Хаммадидов. Он был атакован пизанским флотом в 1034 году и был завоёван сицилийскими норманами в 1153 году, став частью королевства Африка. В 1033 году здесь возведена Мечеть Сиди-бу-Меруан с использованием античных колонн из построек города Гиппона; сохранилась и старая часть города с крепостью (касба), где укрывались пираты. Альмохады захватили его в 1160 году.
С XI века — один из крупнейших портов Средиземноморья. После падения Альмохадов в 1250 году в Аннабе началось правление Хафсидов. Правление Хафсидов было прервано краткими оккупациями Маринидов и Кастилии в 1360 году и закончилось захватом Абдальвадидов. Правление Османской империи началось в 1533 году и продолжалось до французской колонизации в 1832 году, за исключением правления Испанской империи между 1535 и 1540 годами. Берберские пираты также хозяйничали в Аннабе с XVI по XIX века.
С конца средних веков усиливается интерес к городу и крепости со стороны европейских держав — Испании, Португалии. Франция аннексировала город и официально контролировала его в 1830—1962 годах.
Во времена французского колониального управления этот город стал именоваться Бона. Это был один из главных французских городов, в нём до сих пор проживает значительное меньшинство Пье-Нуар. Одним из известных пье-нуаров из Бона был генерал Альфонс Жюэн, маршал Франции, а затем командующий НАТО в Центральной Европе.
В 1856—69 годах в Боне было начато строительство защищённого порта площадью 80 гектаров для обработки железной руды из Мокта-эль-Хадида. Была построена короткая железнодорожная линия от железорудного рудника в Айн-Мокре до доков Боны. Эта железная дорога была открыта в 1864 году, будучи первой построенной в Алжире. Полномасштабное производство железной руды началось в 1865 году. Также в 1865 году император Наполеон III посетил Алжир, в том числе посетил шахту и город Бона.
В 1865 году на руднике было добыто 22 000 тонн железной руды, которая в 1869 году увеличилась до 255 000 тонн. Руда добывалась из подземных галерей, а затем отправлялась из Боны на французский металлургический завод. До открытия шахты в Боне проживало всего 10 000 человек. К 1924 году здесь проживало 41 000 человек, а порт использовался также для экспорта фосфатов, свинцовой руды и цинковой руды.
Во время Второй мировой войны в 1943 году Бона была важной целью армии США и британской армии в операции «Факел», продвигаясь на восток из Марокко, Орана и Алжира через Северную Африку. Бона была важным местом на шоссе и на море для вторжения в Тунис, а затем изгнания держав Оси (Германии и Италии) из Африки в мае 1943 года.
Бона оставалась в руках союзников до конца войны в 1945 году, а затем оставалась частью Французского Алжира до обретения Алжиром независимости в 1962 году.

## Население

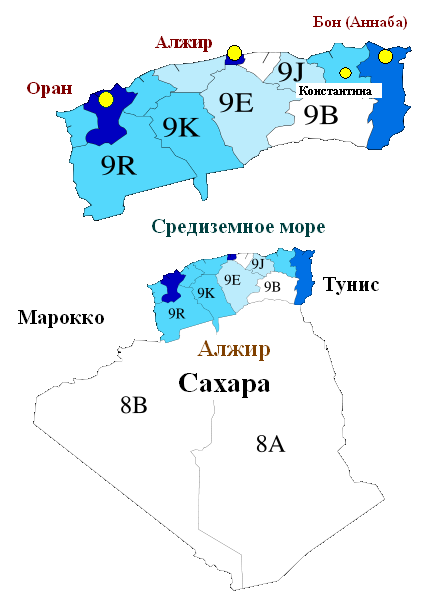
Во времена Французского Алжира Бон (Аннаба) была одним из городов с высокой концентрацией франкоалжирского населения

Подавляющее большинство населения (99,9 %) города — арабы-мусульмане суннитского толка. В конце XIX — начале XX веков значительную часть населения города в тогда ещё Французском Алжире составляли довольно влиятельные в культурном и экономическом плане немусульманские группы франкоязычных европейцев и евреев, получившие название франкоалжирцы (по-французски пье-нуар). Составляя некогда до 15 % населения страны и 40,5 % населения города в 1958, большинство франкоалжирцев, а также симпатизирующих им офранцуженных мусульман-харки были вынуждены массово покинуть город после войны за независимость, репатриировавшись в основном во Францию, Израиль, США, Испанию. В город начали массово переселяться мусульманские феллахи из соседних деревень, что привело к быстрому росту его населения.
- 110 000 жит. (1958) из них 40,5 % (44,5 тыс.) франкоалжирцы и 59,1 % арабы-мусульмане
- 168 800 жит. (1966).
- 348 000 жителей (1998)
- 257 359 жит. (2008)

## Климат
| Показатель              | Янв. | Фев. | Март | Апр. | Май  | Июнь | Июль | Авг. | Сен. | Окт. | Нояб. | Дек. | Год  |
| ----------------------- | ---- | ---- | ---- | ---- | ---- | ---- | ---- | ---- | ---- | ---- | ----- | ---- | ---- |
| Средний максимум, °C    | 16,2 | 16,7 | 18,0 | 20,2 | 23,3 | 26,6 | 30,1 | 30,5 | 28,6 | 25,0 | 20,7  | 17,1 | 22,7 |
| Средняя температура, °C | 11,6 | 11,9 | 12,9 | 14,9 | 18,0 | 21,3 | 24,3 | 25,0 | 23,2 | 19,7 | 15,6  | 12,5 | 17,5 |
| Средний минимум, °C     | 6,9  | 6,9  | 7,8  | 9,7  | 12,6 | 15,9 | 18,5 | 19,5 | 17,8 | 14,3 | 10,4  | 7,8  | 12,3 |
| Норма осадков, мм       | 92   | 74   | 67   | 50   | 30   | 14   | 2    | 8    | 30   | 71   | 74    | 95   | 607  |
| Источник: World Climate |      |      |      |      |      |      |      |      |      |      |       |      |      |

## Экономика
Аннаба — крупный промышленно-транспортный центр и порт Алжира. В 1965 грузооборот порта достигал 3,1 млн т, в том числе экспорт 2,8 млн т. Узел шоссейных и железных дорог. В 1968 году при содействии СССР была сооружён металлургический комплекс Эль-Хаджар. Имеются предприятия металлообрабатывающей, алюминиевой, пищевкусовой, химической, текстильной промышленности. Непрерывно ведётся строительство новых районов с современными зданиями. Имеются театры и стадионы. В университете Аннаба обучается свыше 40 тыс. студентов. Аннаба — крупная ж/д станция, узел шоссейных дорог, морской порт специализируется на экспорте железной руды, фосфатов, табака, пробки и цитрусовых. Аннаба связана сетью железных дорог и шоссе как со столицей, так и со многими вилайями (провинциями). Промышленная зона Аннабы начинается в 4 км от центра города. Воздушные транспортные потоки города обслуживает Международный аэропорт Аннаба.

## Галерея

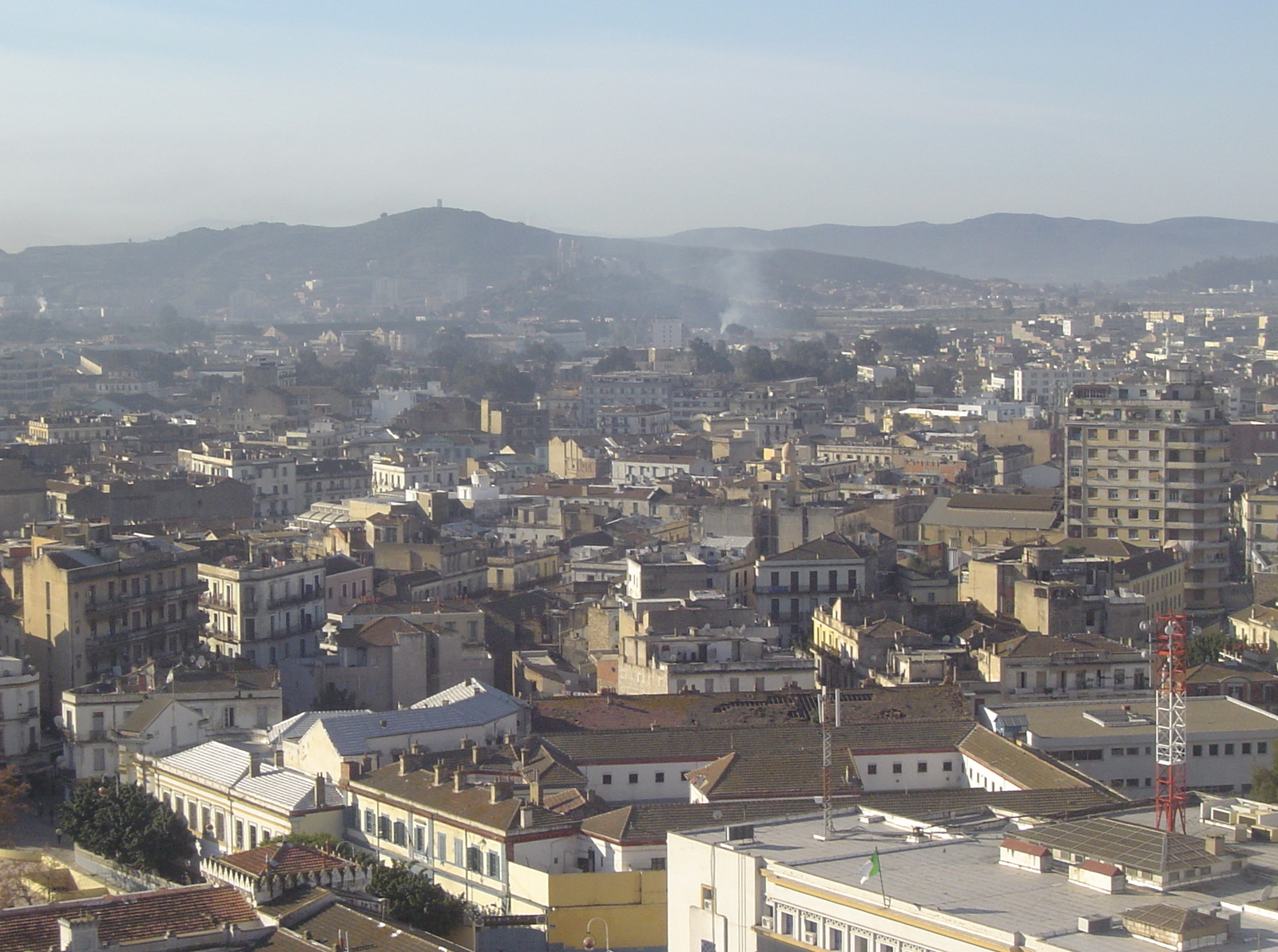
Аннаба, вид из отеля «Сейбусс».
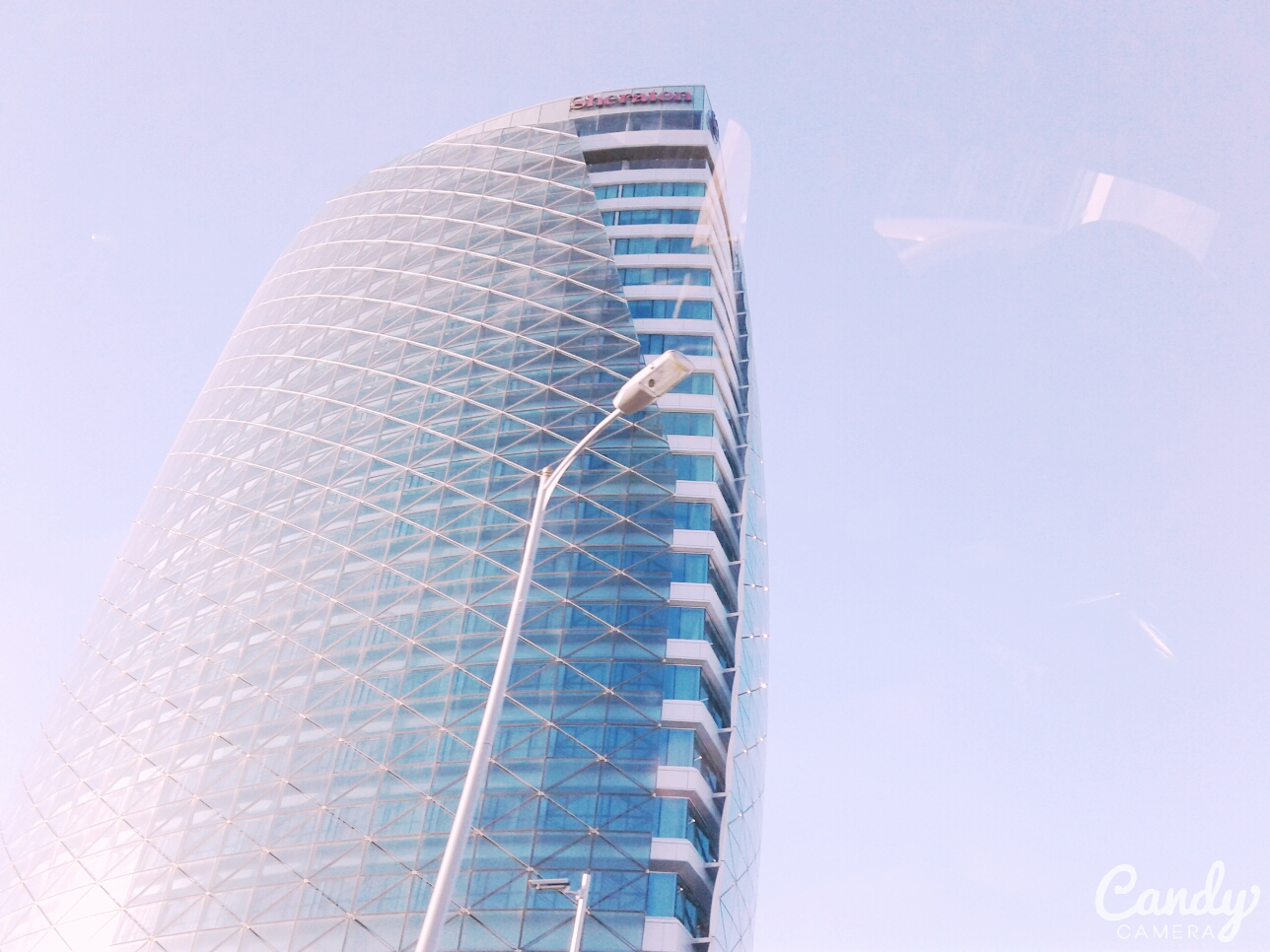
Башня Аннаба Шератон
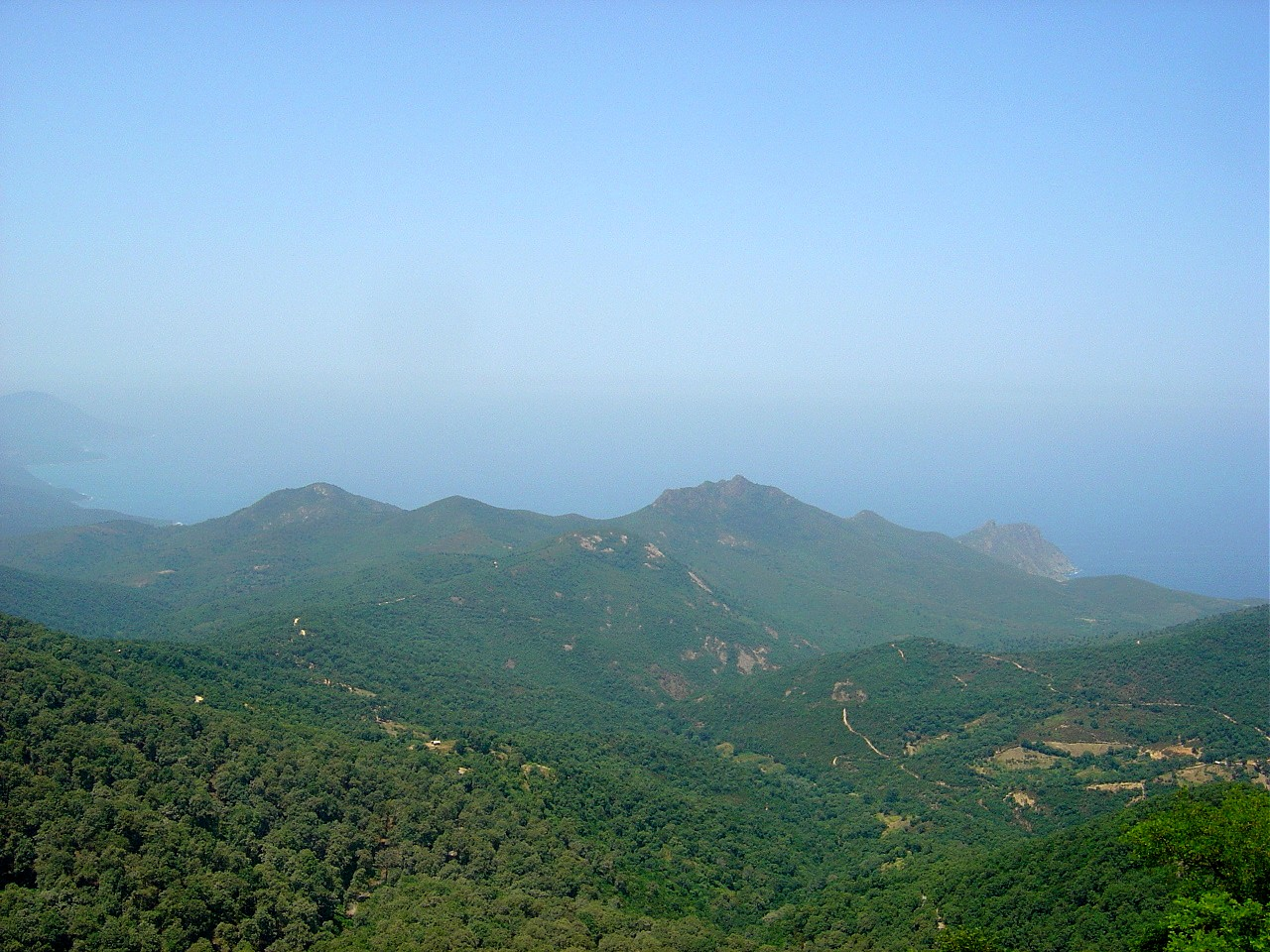
Национальный парк Эддуга